# 제너레이션 천국
《제너레이션 천국》(일본어: ジェネレーション天国 ジェネレーションてんごく[*])는 후지 TV 계열에서 2013년 1월 28일부터 2014년 3월 10일까지 매주 월요일 20:00 - 20:54 (JST)에, 방송 된 일본의 세대 간 격차 토크 버라이어티 프로그램이다. 자막 포함 프로그램 이름은 '충격! 3세대 비교 TV 세대 천국'이며, 통칭은 "제네 천국"이다. 전 34회.

## 개요
사회는 이마다 코지와 야마시타 토모히사가 맡아 야마시타에게는 예능 프로그램 첫 사회가 된다.
매회 다양한 세대마다 유명 인사·문화인을 게스트로 맞이해 단순히 지금과 옛날의 비교를 하는 것이 아니라, 60대 이상 "창세기 바나나 세대" 40대 중심의 "절정기 키위 세대" 20대 중심의 "현대 망고 세대"의 3세대 비교, 스튜디오에서는 각 세대를 대표하는 게스트가 출연 해 그 세대이기에 말할 수 속내를 서로 부딪치는 버라이어티 프로그램이다.

## 출연자

### 사회
- 이마다 코지
- 야마시타 토모히사
- 야마사키 유키 (후지 TV 아나운서)

### 과거 출연자
- 나카무라 히토미 (파일럿 버전 사회. 후지 TV 아나운서)